# 岩崎栄 (医学者)
岩﨑 榮（いわさき さかい、1933年1月30日 - 2023年10月13日 ）は、日本の医学者。医学博士。日本医科大学名誉教授。

## 経歴・人物
1933年佐賀県佐賀市生まれ。父は産婦人科の開業医で、兄も同じく産婦人科医。現在の伊万里市立伊万里小学校・伊万里市立伊万里中学校、佐賀県立伊万里高等学校を経て、1957年に長崎大学医学部を卒業。1958年長崎大学医学部第2内科入局。1960年米国エヴァンジェリスト医科大学心臓研究所留学。1967年医学博士。1969年長崎大学医学部助教授、1982年国立長崎中央病院副院長、1983年長崎県立成人病センター多良見病院院長、1984年厚生省病院管理研究所医療管理部長、1990年日本医科大学教授、1997年日本病院管理学会理事長、1998年日本医科大学定年退職、2004年日本医科大学名誉教授。日本医療機能評価機構理事。2022年卒後臨床研修評価機構理事長。

## 著書
- 『地域医療の基本的視座 実践・教育・研究の総合を求めて』ベクトル・コア 1990

### 共編著
- 『呼吸器病ケーススタディ 56例のPO研修』岡安大仁共編 医学書院 1979
- 『PO診断ガイダンス 問題志向型診療の考え方と進め方』高久史麿共編集 メヂカルフレンド社 1982
- 『診療情報の管理』編 医学書院 1988
- 『医療改革』広井良典共編 日本評論社 からだの科学臨時増刊 1997
- 『人間医療学』高柳和江共編 南山堂 1997
- 『医を測る 医療サービスの品質管理とは何か』編 厚生科学研究所 1998

### 翻訳
- 『老人ケアの実際』監訳 メヂカルフレンド社 1984